# Pontirolo Nuovo
Pontirolo Nuovo là một đô thị ở tỉnh Bergamo trong vùng Lombardia của nước Ý, có vị trí cách khoảng 40 km về phía đông nam của Milano và khoảng 18 km về phía đông nam của Bergamo. Tại thời điểm ngày 31 tháng 12 năm 2004, đô thị này có dân số 4.649 người và diện tích là 10,8 km².
Đô thị Pontirolo Nuovo có các frazione (đơn vị cấp dưới) Fornasotto.
Pontirolo Nuovo giáp các đô thị: Arcene, Boltiere, Brembate, Canonica d'Adda, Ciserano, Fara Gera d'Adda, Treviglio.